# Колев, Тодор (футболист)
Тодор Колев (болг. Toдoр Пeтков Кoлeв; род. 29 апреля 1942, Харманли, Хасковская область) — болгарский футболист, игравший на позициях защитника и опорного полузащитника. После окончания игровой карьеры — футбольный судья.
В высшей болгарской лиге, играя за команды ЦСКА (София), «Ботев» (Враца), «Локомотив» (София) и «Славия» (София), провёл 249 матчей, забил 19 мячей. Обладатель Кубка Болгарии 1964/65 в составе ЦСКА. Обладатель Балканского кубка 1973 в составе «Локомотива». За сборную Болгарии сыграл 11 матчей, забил 1 мяч. Участник чемпионата мира 1970 году в Мексике.
В качестве главного арбитра обслуживал матчи чемпионата Болгарии, ряд международных матчей в рамках ранних стадий еврокубков в период с 1986 по 1989 год, а также отборочных турниров чемпионата мира 1990 и чемпионата Европы 1992 года.
В течение многих лет являлся функционером (членом бюро правления и председателем) в футбольном клубе «Локомотив» (София).
Брат футболиста софийского ЦСКА, играшего на двух Олимпиадах и трёх чемпионатах мира Ивана Колева (1930—2005), дядя игравшего за ЦСКА, «Левски» Юлиана Колева (род. 1952).